# Jean-Paul Richter (historien de l'art)
 (août 2021).
Si vous disposez d'ouvrages ou d'articles de référence ou si vous connaissez des sites web de qualité traitant du thème abordé ici, merci de compléter l'article en donnant les références utiles à sa vérifiabilité et en les liant à la section « Notes et références ».
Pour les articles homonymes, voir Jean-Paul Richter.
Jean-Paul Richter est un historien de l'art allemand, né à Dresde le 7 janvier 1847 et mort à Lugano le 25 août 1937, à qui on doit la première compilation des écrits de Léonard de Vinci, The Literary Works of Leonardo da Vinci Compiled and Edited from The Original Manuscipts, parue en 1883.

## Biographie
Jean-Paul Richter fit d’abord des études en théologie avant de s‘intéresser à l'histoire de l‘art. Sa rencontre avec Giovanni Morelli en 1876 fut déterminante. Morelli vit en lui le disciple capable de perpétuer la méthode d’attribution qu'il avait élaboré en se fondant sur l’examen des détails d’un tableau. La confiance entre les deux hommes dura jusqu’à la mort de Morelli en 1891. En 1877, Richter quitta l’Allemagne pour s’installer à Londres. Morelli fournit à son élève les lettres de recommandation nécessaires, tout comme, quelques années plus tard, Richter devait lui recommander le jeune Bernard Berenson.
Richter aida l’industriel Ludwig Mond à constituer sa collection de tableaux de maîtres italiens qui fut léguée plus tard à la National Gallery de Londres. Il rédigea le catalogue des peintures italienne de cette même National Gallery. En 1883, il publia l’œuvre pour laquelle il est le plus connu, son édition des écrits de Léonard de Vinci, The Literary Works of Leonardo da Vinci Compiled and Edited  from The Original Manuscipts. Il ne s’agit pas d’une tentative (comme celle de Raphaël Trichet du Fresne en 1651) pour reconstituer le Traité de la Peinture de Léonard de Vinci, mais d’une compilation regroupant tous les thèmes abordés par Léonard dans ses manuscrits, aussi bien la perspective ou la théorie des couleurs que la géologie ou les maximes philosophiques, méthode que reprit Mc Curdy pour ses Notebooks, en 1938.

## Publications
- Die Mosaiken von Ravenna. Beitrag zu einer kritischen Geschichte der altchristlichen Malerei.  Vienna:  W. Braumüller, 1878;
- Catalogue of the Pictures in the Dulwich College Gallery, with Biographical Notices of the Painters.  London:  Spottiswoode, 1880;
- Italian Art in the National Gallery.  London:  S. Low, Marston, Searle, and Rivington, 1883; edited, The Literary Works of Leonardo da Vinci. 2 vols. London: S. Low, Marston, Searle & Rivington, 1883;
- Quellen der byzandtinischen Kunstgeschichte ausgewählte Texte über die Kirchen, Klöster, Paläste, Staatsgebäude und andere Bauten von Konstantinopel. Quellenschriften für Kunstgeschichte und Kunsttechnik des Mittelalters und der Renaissance, neue Folge ; Volume VIII.  Vienna:  C. Graeser, 1897; and Mond, Robert. La Collezione Hertz e gli affreschi di Giulio Romano nel palazzo Zuccari. Leipzig: Poeschel & Trepte, 1928; and Taylor, A. Cameron.
- The Golden Age of Classic Christian Art. London: Duckworth and Co., 1904; [manuscript diaries, 1873-1932,] Duke University Rare Book, Manuscript and Special Collections Library.